# Johan Sylvan
Johan Sylvan (ur.  1960) – szwedzki brydżysta, World International Master (WBF), European Master (EBL).

## Wyniki brydżowe

### Olimpiady
Na olimpiadach uzyskał następujące rezultaty:
| Olimpiady brydżowe. Zawody teamów | Olimpiady brydżowe. Zawody teamów | Olimpiady brydżowe. Zawody teamów | Olimpiady brydżowe. Zawody teamów | Olimpiady brydżowe. Zawody teamów | Olimpiady brydżowe. Zawody teamów |
| Rok                               | Miejsce                           | Zawody                            | Kategoria                         | Drużyna                           | Pozycja                           |
| --------------------------------- | --------------------------------- | --------------------------------- | --------------------------------- | --------------------------------- | --------------------------------- |
| 2004                              | Stambuł                           | 12. Olimpiada Teamów              | Open                              | Sweden                            | 9                                 |
| 2000                              | Maastricht                        | 11. Olimpiada Brydżowa            | Open                              | Sweden                            | 9                                 |

### Zawody światowe
W światowych zawodach zdobył następujące lokaty:
| Mistrzostwa Świata. Konkurencja teamów | Mistrzostwa Świata. Konkurencja teamów | Mistrzostwa Świata. Konkurencja teamów | Mistrzostwa Świata. Konkurencja teamów | Mistrzostwa Świata. Konkurencja teamów | Mistrzostwa Świata. Konkurencja teamów |
| Rok                                    | Miejsce                                | Zawody                                 | Kategoria                              | Drużyna                                | Pozycja                                |
| -------------------------------------- | -------------------------------------- | -------------------------------------- | -------------------------------------- | -------------------------------------- | -------------------------------------- |
| 2005                                   | Estoril                                | 37. Mistrzostwa Świata Teamów          | Open                                   | Sweden                                 | 4                                      |
| 1998                                   | Lille                                  | 10. Mistrzostwa Świata                 | Open                                   | Sundelin                               | 5                                      |

### Zawody europejskie
W europejskich zawodach zdobył następujące lokaty:
| Zawody europejskie. Konkurencja teamów | Zawody europejskie. Konkurencja teamów | Zawody europejskie. Konkurencja teamów   | Zawody europejskie. Konkurencja teamów | Zawody europejskie. Konkurencja teamów | Zawody europejskie. Konkurencja teamów |
| Rok                                    | Miejsce                                | Zawody                                   | Kategoria                              | Drużyna                                | Pozycja                                |
| -------------------------------------- | -------------------------------------- | ---------------------------------------- | -------------------------------------- | -------------------------------------- | -------------------------------------- |
| 2012                                   | Dublin                                 | 51. Mistrzostwa Europy Teamów            | Open                                   | Sweden                                 | 8                                      |
| 2010                                   | Izmir                                  | 9. Puchar Europy Teamów                  | Open                                   | Sterik – Swe                           | 5                                      |
| 2009                                   | San Remo                               | 4. Otwarte Mistrzostwa Europy            | Open                                   | Apteker                                | 17                                     |
| 2004                                   | Barcelona                              | 3. Puchar Europy                         | Open                                   | BKH-Sweden                             | 7                                      |
| 2004                                   | Malmö                                  | 47. Mistrzostwa Europy Teamów            | Open                                   | Sweden                                 | 2                                      |
| 2003                                   | Rzym                                   | 2. Puchar Europy                         | Open                                   | Herkules Stockholm                     | 2                                      |
| 2003                                   | Mentona                                | 1. Otwarte Mistrzostwa Europy            | Open                                   | Gullberg                               | 61                                     |
| 2002                                   | Salsomaggiore                          | 46. Mistrzostwa Europy Teamów            | Open                                   | Sweden                                 | 5                                      |
| 2001                                   | Teneryfa                               | 45. Mistrzostwa Europy Teamów            | Open                                   | Sweden                                 | 21                                     |
| 1993                                   | Mentona                                | 41. Mistrzostwa Europy Teamów            | Open                                   | Sweden                                 | 5                                      |
| 1990                                   | Bordeaux                               | 1. Mistrzostwa Europy Mikstów            | Miksty                                 | Sylvan                                 | 6                                      |
| 1984                                   | Hasselt                                | 9. Młodzieżowe Mistrzostwa Europy Teamów | Juniorzy                               | Sweden                                 | 5                                      |
| 1982                                   | Salsomaggiore                          | 8. Młodzieżowe Mistrzostwa Europy Teamów | Juniorzy                               | Sweden                                 | 5                                      |

| Zawody europejskie. Konkurencja par | Zawody europejskie. Konkurencja par | Zawody europejskie. Konkurencja par | Zawody europejskie. Konkurencja par | Zawody europejskie. Konkurencja par | Zawody europejskie. Konkurencja par |
| Rok                                 | Miejsce                             | Zawody                              | Kategoria                           | Partner                             | Pozycja                             |
| ----------------------------------- | ----------------------------------- | ----------------------------------- | ----------------------------------- | ----------------------------------- | ----------------------------------- |
| 2009                                | San Remo                            | 4. Otwarte Mistrzostwa Europy       | Open                                | Mårten Gustawsson                   | 32                                  |
| 1990                                | Bordeaux                            | 1. Mistrzostwa Europy Mikstów       | Mikst                               | Lillemor Strindberg                 | 236                                 |
| 1989                                | Salsomaggiore                       | 5. Mistrzostwa Europy Par           | Open                                | Thomas Magnusson                    | 132                                 |
| 1987                                | Paryż                               | 4. Mistrzostwa Europy Par           | Open                                | Ben Hayes                           | 111                                 |

## Klasyfikacja
- Johan Sylvan – klasyfikacja WBF (ang.)
- Johan Sylvan – klasyfikacja EBL (ang.)